# Edeltraud Kolley
Edeltraud Kolley (* 12. März 1940 in Leipzig) ist eine deutsche theoretische Physikerin und Hochschullehrerin.

## Biografie
Edeltraud Kolley ist die Tochter des Industriekaufmanns Ernst Bernhardt und der Zahntechnikerin Gertraud Bernhardt geb. Andreas. Sie besuchte Grund- und Oberschule in Leipzig. Nach dem Abitur studierte Edeltraud Kolley von 1958 bis 1963 Physik an der Universität Leipzig. 1967 wurde sie mit der Arbeit Theorie der Wellenausbreitung in Plasmen mit veränderlichem Ionisationsgrad und Relaxation bei Günter Vojta promoviert. 1970 wurde sie zur Hochschuldozentin für theoretische Physik an der Universität Leipzig berufen und erwarb die facultas docendi. Von 1974 bis 1978 war sie wissenschaftliche Mitarbeiterin am Laboratorium für Theoretische Physik des Vereinigten Institutes für Kernforschung in Dubna in der Sowjetunion. 1980 erwarb sie die Promotion B (Dr. sc. nat.) mit der Schrift Selbstkonsistente Berechnung kohärenter Quasiteilchenspektren für ungeordnete binäre Legierungen unter Berücksichtigung von Nichtdiagonalstochastik und Elektronenkorrelation, die 1991 in die Habilitation umgewandelt wurde.
1985 wurde sie zur außerordentlichen Professorin für theoretische Physik an der Universität Leipzig berufen; von 1991 bis 1993 war sie Professorin für theoretische Physik. 1993 wurde sie als Hochschullehrerin abberufen.
Kolley ist mit dem Physiker Winfried Kolley verheiratet, das Ehepaar hat einen Großteil seiner Publikationen gemeinsam verfasst. Von 1964 bis 1975 publizierte sie unter ihrem aus einer ersten Ehe stammenden Namen Edeltraud Kirsten.

## Forschung
Die gemeinsamen Forschungsthemen von Edeltraud und Winfried Kolley lagen in der kinetischen Plasmatheorie, theoretischen Festkörperphysik, Physik der kondensierten Materie, Quantenfeldtheorie und vor allem der Theorie der Supraleitung.
- In ihren Arbeiten zu ungeordneten Systemen, speziell zu substitutionell-ungeordneten binären Legierungen, wurde die kohärente-Potential-Approximation auf Nichtdiagonalstochastik erweitert.
- Die Elektronenkorrelationen in ungeordneten, metallischen Legierungen mit schmalen Bändern wurden mit dem Hubbard-Modell bei stochastischer Wechselwirkung beschrieben – im Hinblick auf itineranten Ferromagnetismus.
- Die entwickelte Mittelungsmethode für ungeordnete Systeme wurde angewendet zur Berechnung der Supraleitung auf dem Zufallsgitter für substitutionell-ungeordnete Legierungen.
- Das itinerante bzw. lokalisierte, Verhalten der Elektronen stand im Mittelpunkt bei der Untersuchung der Perkolation, der Koexistenz von Ferromagnetismus und Supraleitung. Hier wurden auch Spinglas- und Lokalisierungs-Modelle verwendet.
- Feldtheoretische Zugänge im Funktionalintegral-Formalismus wurden publiziert zum Band-Ferromagnetismus, zur stochastischen Quantisierung ungeordneter Fermionen, auf der Keldysh-Kontur, für ungeordnete Supraleiter, für ungeordnete wechselwirkende Fermi-Systeme, für das funktionale Selbstenergie-Schema im Hubbard-Modell.
- Die Hochtemperatur-Supraleitung in Systemen mit Schichtstruktur (Kuprat- (oder Cu-O2-) Supraleiter) wurde mit einer Vielfalt mikroskopischer Modelle für stark korrelierte Elektronen analysiert, darunter das attraktive (im Gegensatz zum ursprünglich betrachteten repulsiven) Hubbard-Modell, das Emery-Modell, Modelle vom Typ t-J in verschiedenen Varianten sowie das Anderson-Modell. Teilweise wurde ein effektives „spinon-holon“-Bild mit lokalisierten Cu-Spins und mobilen O-Löchern verwendet. Die fundamentalen Wechselwirkungen, die zur supraleitenden Paarbildung führen, wurden im Rahmen konsistenter Näherungen hergeleitet. In einer relativistischen Formulierung des Lawrence-Doniach-Modells, die für geschichtete Supraleiter mit schwachem Josephson-Tunneln zwischen den Schichten anwendbar ist, wurde die Brechung der U(1)-Eichsymmetrie mittels eines Higgs-Mechanismus beschrieben.

## Publikationen
Edeltraud und Winfried Kolley haben seit 1975 gemeinsam zahlreiche Beiträge, auch mit einigen jungen Mitarbeitern, in wissenschaftlichen Fachzeitschriften veröffentlicht, vor allem in Physica Status Solidi und in Communication of the Joint Institute for Nuclear Research (JINR), sowie in  Acta Physica Polonica A, Annalen der Physik, Phys. Lett. A, Journal of Physics A: Mathematical and General, Modern Physics Letters B, Nuovo Cimento, Fizika Tverd. Tela, Wissenschaftliche Zeitschrift der Karl-Marx-Universität Leipzig, Zeitschrift für Physik - B Condensed Matter and Quanta. Insgesamt entstanden 90 wissenschaftliche Publikationen.
2008 erschien der Artikel „Supraleitung und Eichsymmetrie-Brechung“ in Heft 7 der Reihe „Synergie, Syntropie, Nichtlineare Systeme“, ISBN 978-3-86583-307-5